# Scholes Hall
Le Scholes Hall est un bâtiment universitaire américain à Albuquerque, au Nouveau-Mexique. Situé sur le campus principal de l'université du Nouveau-Mexique, il a été construit en 1934 dans le style Pueblo Revival, selon les plans de John Gaw Meem. Il est inscrit au New Mexico State Register of Cultural Properties depuis le 20 juin 1975 ainsi qu'au Registre national des lieux historiques depuis le 22 septembre 1988.